# 釋慧達
釋慧達（345年～436年），俗名劉薩訶（劉薩河），是東晉時期著名的高僧，也是中國歷史上第一批赴天竺取經的僧人之一。稽胡人。

## 传说
釋慧達原是并州西河離石人，未出家前，是駐守於襄陽的騎兵，平時喜好打獵。三十一歲時突然暴斃，經過一日又再度還陽復活。復活後的他向眾人表示，在這段死亡期間，他到了地獄看遍種種苦刑，期間遇到一位自稱是他前世師父的道人，告訴他：「還陽後須出家修行，並前往丹陽會稽吳郡尋找阿育王建造的佛塔佛像，虔誠向此佛塔佛像禮拜，懺悔過去所造的罪業。」於是他在還陽甦醒後便出家學佛。

## 赴天竺取经

### 禮阿育王塔
慧達出家後，在東晉寧康年間，來到了京師。他首先參訪簡文帝在長干寺建造的三層佛塔。此佛塔落成後，每晚都會放出光明，當慧達登上越城，看見了這個獨特奇異的放光瑞象後，便動身前往長干寺，早晚都非常誠懇虔誠的向佛塔恭敬禮拜。一天夜裡，慧達發現佛塔下不時有光透出，於是便告知人們一同來挖掘。在挖到一丈深時，發現了三座石碑，其中位於中央的石碑裡，隱藏有一個鐵盒子，鐵盒中又有一個銀盒，銀盒裡又有一個金盒，就在這個金盒之內，發現了三顆舍利子、一截指甲，和一根捲曲成螺狀、伸長則有數尺、光色炫耀的頭髮。原來是周敬王時阿育王興建的八萬四千佛塔之一。無論是學佛向道之人乃至一般的百姓俗人，對於這件神異非常之事均非常的讚嘆，於是便在舊塔的西方，再建造另一座舍利塔安奉舍利。到了東晉太元十六年（391年），孝武帝更將此佛塔增建為三層。

### 禮阿育王像
東晉咸和年間，丹陽府尹高悝，於張侯橋水下挖掘得到一尊做工精細，前方以梵文寫著阿育王第四女所造，但遺失底座及背光的金像。一年之後，有臨海漁民張係世，在捕魚時撈到一座浮在水面上的銅蓮花座送到縣裡，高悝試著將它與金像組合，居然正是此尊金像腳下的蓮座。
後來有五位從西域來的僧侶拜訪高悝，述說過去曾於天竺得到一座阿育王像，來到鄴城時遇到亂事，將此像藏在河邊後就不見了。近日得到夢示，知道此像已在江東出現並由高悝得到，所以特地從遠方翻山渡海而來禮拜此像。高悝聽聞後，便引領他們來到長干寺，五位僧侶見到金像後感動得悲泣抽噎。就在此時，金像放出光芒照耀室內，於是他們想到，這尊金像還有背光遺失在遠方，也應該要找出來。
到了東晉咸安元年，交州合浦縣的採珠人董宗之於海底撿到一片佛像背光，刺使將此背光上呈，簡文帝命令將此背光與阿育王像組合看看，正好就是所遺失的阿育王像背光。對於這尊供奉於長干寺內，歷經四十年才完整復原的阿育王像，慧達倍加精勤的禮拜。

## 记载

### 文献
他的事迹主要记载在《高僧传》卷13，《续高僧传》卷25，《集神州三宝感通录》卷3，《法苑珠林》卷86等文献中。

### 敦煌莫高窟
莫高窟第72窟南壁上部画有垂幔，中间是刘萨诃因缘变相一铺，敦煌遗书中还有三件《刘萨诃因缘记》（P.3570,P.2680, P.3727 )。

## 外部連結
- 陳祚龍：〈劉薩訶研究----敦煌佛教文獻解析之一 （页面存档备份，存于）〉。
- 劉薩訶信仰解讀——關於中古民間佛教信仰的一點探索 （页面存档备份，存于）
- 敦煌本《劉薩訶因緣記》解读 （页面存档备份，存于）
- 劉薩訶研究論著目錄